# John Abbey
John Abbey, [dʒαn æbi] o Jean Abbey en francés (22 de diciembre de 1785 en Whilton, condado de Northampton, Inglaterra - † Versalles el 13 de febrero de 1859) fue un distinguido constructor de órganos. 
Su arte lo aprendió en la fábrica de Davis, y en 1826 lo llamó á París Sébastien Érard, famoso constructor de pianos y arpas, en cuya casa construyó varios órganos, entre ellos el del convento de la Legión de Honor, de San Dionisio y el de las Tullerías, destruido en la revolución de 1830.Se estableció después por su cuenta y fabricó gran número de tan complicados instrumentos, notables por el perfecto acabado y la armonía de los juegos. A instancias de Meyerbeer construyó en 1831 un órgano para la Gran Ópera, que se estrenó con Roberto il diabolo, y que sirvió hasta 1873 en que un incendio destruyó el teatro. Abbey fue el primero que introdujo en los órganos franceses los fuelles inventados por Cummins.